# مونيكا لامبيرث
مونيكا لامبيرث (بالمجرية: Mónika Lamperth)‏ هيَ محامية وَسياسية مَجرية، وُلدت في 5 سبتمبر 1957 في مدينة باسبوكود. شَغلت مَنصب وزير الداخلية بين عامي 2002 وَ2006، وبعد ذلك أصبحت وزيرة الحُكم المحلي حتى عام 2007، حيثُ عينتها فيرينك جيوركساني وزيراً للشؤون الاجتماعية والعَمل.